# Всеанглійський клуб лаун-тенісу і крокету

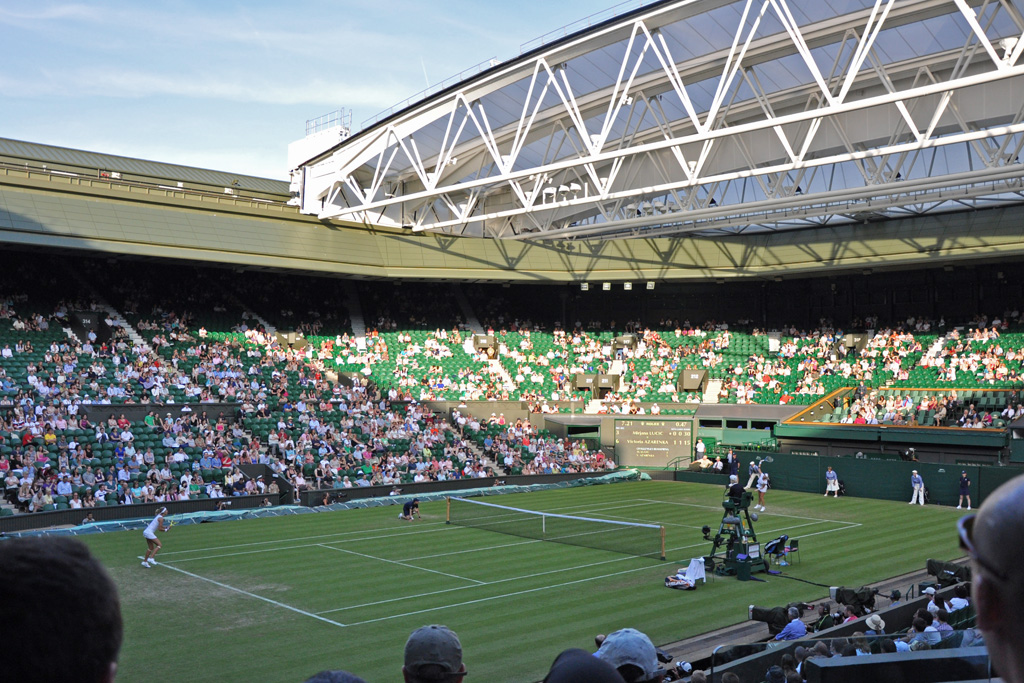
Центральний корт із рухомим дахом

Всеанглійський клуб лаун-тенісу і крокету (англ. All England Lawn Tennis and Croquet Club) — приватний клуб, розташований за адресою Аоранджі-Парк, Вімблдон, Лондон, Сполучене Королівство, відомий тим, що на його трав'яних тенісних кортах проводиться щорічний Вімблдонський турнір.
Клуб має 375 постійних та 100 тимчасових членів, а також деяку кількість почесних членів, до яких належать колишні чемпіони Вімблдону та люди зі значним внеском у розвиток тенісу. Члени клубу мають право грати на його кортах та купити два квитки на кожен день Вімблдонського турніру. Патроном клубу є  Кетрін, герцогиня Кембриджська, а президентом герцог Кентський.

## Історія
Клуб заснували шість джентльменів в офісі журналу The Field  23 липня 1868  року в час піку популярності гри в крокет під назвою  Всеанглійський клуб крокету. Перші змагання з крокету було проведено 1870 року. Спочатку майданчик клубу мав адресу  Ворпл-Роуд, Вімблдон. Крокет був дуже популярним, доки не з'явилася гра в «теніс на галявині». Одну з полян було відведено під цю гру. Перший чемпіонат в одиничній грі чоловіків було проведено в липні 1877 року, і назва клубу змінилася на Всеанглійський клуб крокету та лаун-тенісу. 1882 року слово крокет із назви вилучили, але 1899-го знову відновили з сентиментальних міркувань, і клуб отримав свою сучасну назву.

## Виноски
1. ↑  Barrett J. Wimbledon: The Official History of the Championships — London: HarperCollins UK, 2001. — P. 1. — ISBN 978-0-00-711707-9
2. ↑  In Memory of John Curry CBE — 2024.
3. ↑  "The All England Lawn Tennis Club," Wimbledon.org, accessed 29 June 2009. Архів оригіналу за 8 серпня 2011. Процитовано 20 червня 2012.
4. ↑  Цими джентльменами були Джон Г. Волд, капітан Р.Ф. Далтон, Джон Гейл, С.Н. Кларк Маддок та Волтер Джонс Вітмор.
5. ↑  "Anyone for a game of sphairistiké?" [Архівовано 5 липня 2015 у Wayback Machine.] 41, The Northern Echo, 27 June 2009, accessed 8 July 2009
6. ↑  "A Brief History of Wimbledon"[недоступне посилання], The Times of India, 19 June 2008, accessed 8 July 2009
7. ↑  Albert, Jim; Ruud, H Koning (2007), Statistical Thinking in Sports, CRC Press, с. 217, ISBN 978-1-58488-868-0, архів оригіналу за 17 вересня 2016, процитовано 13 липня 2017.